# دودمان سادولور
دودمان سادولور (به لاتین: Saudeleur Dynasty) یک دودمان در ایالات فدرال میکرونزی است که در پوهنپئی واقع شده‌است. شهر باستانی نان مدال تا سال ۱۶۲۸ میلادی، پایتخت این دودمان بود.